# Limnophora zumpti
Limnophora zumpti är en tvåvingeart som först beskrevs av Zielke 1971.  Limnophora zumpti ingår i släktet Limnophora och familjen husflugor. Inga underarter finns listade i Catalogue of Life.